# Rollborn
Rollborn war ein Wohnplatz im Gebiet der preußischen Provinz Pommern.
Der Wohnplatz bestand aus einem Einzelhof, der etwa ein Kilometer südlich des Dorfes Ramelow lag. Er wurde erstmals im Jahre 1905 als eigener Wohnplatz genannt; damals wurden hier 13 Einwohner gezählt.
Bis 1945 bildete Rollborn einen Wohnplatz in der Gemeinde Ramelow und gehörte mit dieser zum Kreis Kolberg-Körlin in der preußischen Provinz Pommern. Nach 1945 kam der Wohnplatz, wie ganz Hinterpommern, an Polen. Heute liegt die Stelle im Gebiet der polnischen Gmina Gościno (Stadt- und Landgemeinde Groß Jestin); die Bebauung an dieser Stelle hat in polnischer Sprache keinen besonderen Ortsnamen.